# 普雷绍夫
普雷绍夫是斯洛伐克东部的一座城市，普雷绍夫州首府，人口约9.1万，是该国的第三大城市。
普雷绍夫保留着巴洛克、洛可可和哥特等风格的建筑，是一个历史中心，其主要街道以这些风格建成。但在市郊地区的建筑则受到苏联时期的影响，多有大型的混凝土公寓。市中心附近的政府大楼也可以看到苏联风格的建筑。
普雷绍夫的主要工业有机械工程、电子工程和制衣业，斯洛伐克唯一的制盐公司也在该城运作。

## 历史
人类在现今普雷绍夫一带的定居痕迹最早可追溯至旧石器时代，在该区发现的最古老的工具和长毛象骨骼约有2.8万年历史。斯拉夫人约在公元4至5世纪开始在该区定居，最早的持续聚居地则始建于8世纪。
11世纪后期，该城成为匈牙利王国的一部份，匈牙利士兵在该城定居。1247年蒙古帝国入侵后，大量德国人从斯皮什地区迁移至普雷绍夫。匈牙利国王贝拉四世在1247年的一份档案是最早记载普雷绍夫的文字纪录，当时该城被称为“Epuries”，当时它是属于沙里什城堡的一个乡村。1299年，普雷绍夫获安德烈三世授予市的地位，1374年它被列为帝国自由城市，这导致工艺和贸易的迅速发展。普雷绍夫在15世纪加入一个由巴尔代约夫、莱沃恰、科希策、普雷绍夫和萨比诺夫5个城市组成的联盟。
纪录显示该城最早的学校出现在1429年。1572年，索利瓦尔（普雷绍夫附近的一个城镇，现在属于普雷绍夫的一部分）开始了采盐活动。普雷绍夫的重要性不断上升，并因此在1647年成为沙里什县县治。信义宗教士于1667年在该城建立了一座重要的学院。
18世纪初，普雷绍夫的人口因为腺鼠疫疫情而下降至约2千人，直至18世纪后半期才得以恢复，工艺、贸易和工业重新发展。
1870年，科希策至普雷绍夫的铁路开始兴建，是普雷绍夫的第一条铁路。直至19世纪末，该城引进了电力、电话、电报和污水处理系统。1887年的一场大火破坏了城镇的大部份。1918年普雷绍夫成为新成立的捷克斯洛伐克的一部份。1919年，在此成立斯洛伐克苏维埃共和国。第二次世界大战期间，邻近城镇科希策根据第一次维也纳仲裁裁决再次被划归匈牙利，因此许多公共建筑物从科希策迁往普雷绍夫。
在1948年以后的捷克斯洛伐克社会主义共和国时期，普雷绍夫成为一个工业中心，人口从1950年的2.8万快速增长至1970年的5.2万及1990年的9.1万。

## 地理与气候
普雷绍夫位于斯洛伐克东北部科希策盆地北缘，所在地的海拔高度约为250米，面积为70.4平方千米，距科希策34千米，距波兰边境约50千米，距布拉迪斯拉发约410千米。
普雷绍夫位于温带地区，属于大陆性气候，四季分明，夏季炎热，冬季寒冷、有雪。